# 心の鐘を叩いてくれ -KNOCK THE BELLS OF MY HEART-
『心の鐘を叩いてくれ -KNOCK THE BELLS OF MY HEART-』（こころのかねをたたいてくれ ノック・ザ・ベルズ・オブ・マイ・ハート）は、J-WALKの11枚目のオリジナルアルバム。1991年11月21日にmeldacから発売された。

## 概要
前作「J-WALK COLLECTION -THE BEST OF'88〜'90-」から5か月振りに発売された。最大のヒット曲である「何も言えなくて…夏」が収録されていることもあり、過去最大の売上を記録したアルバム。

## 収録曲
（全曲　作詞：知久光康、編曲：J-WALK）
1. "WILD THEME OF J-WALK!" 心の鐘を叩いてくれ
作曲：杉田裕
20枚目のシングルのカップリング曲。
2. 何も言えなくて…夏 （ORIGINAL LONG VERSION）
作曲：中村耕一
19枚目のシングル。
間奏でフェードアウトするシングルに対して最後のサビまで収録されたロングヴァージョン。
3. HELLO! I'M A DREAMER
作曲：田切純一
20枚目のシングル。
4. 河より低い町で -MY OLD MAN-
作曲：杉田裕
5. 夢は風のように (INST)
6. 夢は風のように
作曲：杉田裕
18枚目のシングル。
7. 「俺…」
作曲：杉田裕
8. 優しく HOLD ME TIGHT
作曲：知久光康
9. 遠すぎる日々
後に23枚目のシングルとしてシングル・カット
作曲：杉田裕
10. YES, I DO
作曲：田切純一
後に21枚目のシングル「何も言えなくて 〜WINTER VERSION〜」カップリング曲としてシングル・カット
11. 名前もないこの丘で
作曲：中村耕一・杉田裕
12. EPILOGUE (INST)